# Manom
Manom é uma comuna francesa na região administrativa de Grande Leste, no departamento de Mosela. Estende-se por uma área de 10,39 km². Em 2010 a comuna tinha 2 949 habitantes (densidade: 283,8 hab./km²).